# Институт Кеннана
Институт Кеннана — аналитический центр, созданный в 1974 году на платформе Международного центра Вудро Вильсона. Цель — исследования СССР, постсоветской России и других постсоветских стран.
Это одно из старейших направлений деятельности в центре Вудро Вильсона, более 40 лет в Институте работают над тем, чтобы улучшить понимание американцами России и положительно повлиять на взаимодействие между странами.
Институт получил своё название в честь Джорджа Кеннана, американского журналиста, путешественника, писателя, который поддерживал российских революционеров. Его внучатым племянником был Джордж Ф. Кеннан, отец «политики сдерживания» Америки в отношении СССР. Именно он инициировал создание этого Института совместно с историком Фредериком Старром.

## Деятельность
Институт Кеннана имеет офис в Вашингтоне и Киеве. Сотрудники получают доступ к лучшим архивам, библиотекам и исследовательским центрам. В институте учёные, представители правительства и СМИ могут получить стипендии (стипендии Галины Старовойтовой, стипендии Фулбрайта-Кеннана доступны для граждан России) в области гуманитарных и социальных наук. Институт проводит публичные лекции и конференции, в которых участвуют общественные деятели и академические учёные из России, США, Украины и других постсоветских стран. Офис организует семинары, публикует результаты своей деятельности в отчётах и коммерческих изданиях.

## Области исследования
В последнее время Институт Кеннана исследует такие темы:
- Религия в постсоветских обществах.
- Миграция на постсоветском пространстве.
- Культура как форма гражданского выражения.
- Центральная Азия.

## Партнерство
Институт Кеннана сотрудничает со следующими организациями:
- Международный центр исследований в области безопасности.
- Российская и Евразийская сеть по безопасности (RES)[англ.].
- Швейцарская высшая техническая школа Цюриха.
- Американский совет по образования (ACE).
- Бюро по вопросам образования и культуры, США.
- Высшая школа национальной безопасности им. Даниэля Моргана, США.
- Корпорация Карнеги в Нью-Йорке.

Ранее Институт сотрудничал с ISE-центром в Москве. Благодаря программе CASE, которую запустили при поддержке фонда Джона и Кэтрин Макартур, при региональных российских университетах создано 9 исследовательских центров, цель которых — стимулировать образование в области гуманитарных и социальных наук. Сейчас центры работают на базе самих университетов и сотрудничество прекращено. Российский офис закрылся в 2014 году, несмотря на то, что успешно прошёл прокурорскую проверку после принятия закона об «иностранных агентах».

## Сотрудники и учёные
На данный момент сотрудниками института являются Наталья Бельская, Мария Блэквуд, Стейси Р. Клоссон, Шерил Кросс, Джил Догерти, Джеффри Эдмондс, Вильям Хилл, Ольга Ирисова, Нина Янкович, Ян Калицки, Майкл Кофман, Дмитрий Козлов, Эдвард Лемон, Сара Оутс, Кэтрин Шулер.
В 1981–1982 гг. в Институте Кеннана работал Василий Аксенов. Он получил годовую стипендию, которая помогла ему, не отвлекаясь на другую работу, написать сатирический роман «Бумажный пейзаж». Некоторые обычаи Института нашли отражение как в этом романе, так и более позднем «Желтке яйца».
С 2016 года с институтом сотрудничает Сергей Пархоменко, писатель и журналист. Он подчёркивает аполитичность института в целом, однако Институт Кеннана тесно взаимодействует именно с представителями российской оппозиции (Юлия Латынина, Жанна Немцова, Екатерина Шульман, Кирилл Рогов, Александр Гольц и др.). В 2016 году Пархоменко провёл в Институте 6 месяцев, работая над своим проектом по обобщению американского и европейского опыта независимых коллективных СМИ.
Директор Института — Мэтью Рожански.